# Тоблер, Титус
Титус (Тит) Тоблер (25 июля 1806, Штайн — 21 января 1877, Мюнхен) — швейцарский врач, фольклорист, политик, лингвист и исследователь Палестины.

## Биография
Титус Тоблер родился в кантоне Аппенцелль Ауссерроден в семье протестантского пастора. Окончил кантональную школу в Трогене, затем изучал медицину в Цюрихе, Вене, Вюрцбурге и Париже. С 1827 года занимался врачебной практикой в Тойфене. Помимо медицинской деятельности он занимал небольшой государственный пост в кантоне и также занимался филологией и журналистикой. В 1834 году покинул Тойфен и работал врачом в различных сёлах Аппенцелля. В 1840 году поселился в Хорне (Тургау) на Боденском озере, где стал курортным врачом; в 1854 году успешно избрался в швейцарский парламент и сохранил мандат до 1857 года. Его усилиями Страстная пятница стала государственным праздником во всех реформатских кантонах. В 1871 году вышел в отставку и переехал с Боденского озера в Мюнхен, где прожил до конца жизни, занимаясь научными исследованиями. В своём завещании распорядился, чтобы его тело было похоронено в Вольфхальдене.
Тоблер занимался изучением швейцарского фольклора и различных местных диалектов, но более всего известен тем, что предпринимал путешествия на Восток, в Палестину (в 1835, 1840, 1857 и 1865 годах). Там он проводил разнообразные исследования и по итогам каждой из поездок публиковал научные работы, что вскоре принесло ему репутацию крупнейшего в Швейцарии специалиста по Палестине. Кроме того, он предпринимал поездки и по библиотекам Европы, в которых занимался розыском литературы о Палестине. Во время своей последней поездки на Ближний восток его экспедиция из-за вспышки эпидемии холеры не смогла достичь поставленных целей.
Главные работы: «Die Hausmutter» (1830); «Appenzellerischer Sprachschatz» (Цюрих, 1837); «Bethlehem in Palästina» (Сент-Галлен, 1849); «Golgatha» (Сент-Галлен, 1851); «Topographie von Jerusalem und seinen Umgebungen» (Берлин, 1853—54); «Denkblätter aus Jerusalem» (Константинополь, 1853); «Bibliographia geographica Palaestinae» (Лейпциг, 1867); «Descriptiones terrae sanctae ex saeculo VIII, IX, XII et XV» (Лейпциг, 1874).